# Bera Holding
Die Bera Holding ist ein großer türkischer Industrie- und Handelskonzern. Gegründet wurde die erste Kombassan A.Ş. (Konya Matbaa, Basım, Ambalaj İmalat Sanayi ve Ticaret Anonim Şirketi) im Jahre 1988 in Konya, die Gruppe nahm kurze Zeit später ihren Betrieb auf. Sie kontrolliert mit zwei Holdinggesellschaften zahlreiche Tochtergesellschaften in den Bereichen Papier, Maschinenbau und Metallverarbeitung, Lebensmittel, Öl und Gas, Bau und Baustoffe, Textil, Bergbau und Tourismus u. a.  Die Unternehmensphilosophie geht von der Funktionstüchtigkeit eines Wirgefühls aus, in dem sich Unternehmensführung und große und kleine Anteilseigner für die gemeinsamen wirtschaftlichen Ziele verbinden.

## Kombassan in Europa
Ende der 1990er Jahre suchte Kombassan infolge erhöhten Kapitalbedarfs den Kontakt zu den gut organisierten Vereinen und Moscheen türkischer Migranten in Europa, insbesondere in Deutschland, als Ressource zur Finanzierung von Kapitalerhöhungen. Mehr als 80.000 Aktionäre folgten dem Aufruf der Unternehmensgruppe, sich am Aufbau der Unternehmen zu beteiligen. Die Gruppe setzte dabei mit Erfolg auf die Heimatverbundenheit türkischer Migranten sowie den Wunsch vieler Menschen, spekulative Anlagemethoden zugunsten islamkonformer Vermögensanlagen zu vermeiden.
Als Sprungbrett für weitere Investitionen in Europa und in den USA gründete die Gruppe 1999 in Luxemburg „Bera Holdings S.A., Luxembourg“. Das Projekt scheiterte vor allem an einer missglückten Investition in den Vereinigten Staaten, so dass 2007 Konkurs angemeldet werden musste.
Probleme bekam die Unternehmensgruppe seit 2000, als sie in das Visier der türkischen Kapitalmarktaufsicht (SPK) geriet. Diese warnte unter anderem davor, Kombassan-Aktien zu erwerben. Dies wurde zunächst von der türkischen Presse aufgegriffen, von wo aus die Kritik auch in Deutschland laut wurde. Kombassan wurde vorgeworfen, durch unlautere Geschäftspraktiken zahlreiche Anleger um ihr Erspartes gebracht zu haben. Die Folge war eine bis heute steigende Zahl von Schadensersatzprozessen wegen angeblichen Betruges, die zum Teil auch gewonnen wurden, so vor Gerichten in Köln, Bremen und Berlin. Erst mit erheblicher Verspätung erkannte die Unternehmensführung die Tragweite dieser Vorwürfe. Im weiteren Verlauf der Prozesse hat der Bundesgerichtshof in mehreren Urteilen entschieden, dass weder ein Schneeballsystem noch Verstöße gegen Kapitalmarktrecht vorliegen. Gegen Verfahren der Kapitalmarktaufsicht in der Türkei hat sich Kombassan durchsetzen können. In letzter Zeit werden zunehmend Klagen abgewiesen. Probleme der Vollstreckung deutscher Urteile ergeben sich nach Auffassung türkischer Gerichte aus Verstößen deutscher Gerichte gegen internationale Abkommen.
Aufsehen erregte in der Türkei 1995 die Übernahme eines Teils der Produktionsanlagen des deutschen Motorrad-Herstellers MZ, die Kombassan in die Türkei verlagerte, um dort unter der Marke „Kanuni“ Motorräder herzustellen. Das Projekt wurde zwischenzeitlich eingestellt.
Seit 2007 wurde die Führungsspitze der Kombassan-Gruppe umgebaut. Kombassan strebt bis 2012 den Börsengang in der Türkei an.